# St. Nikolaus (Darfeld)

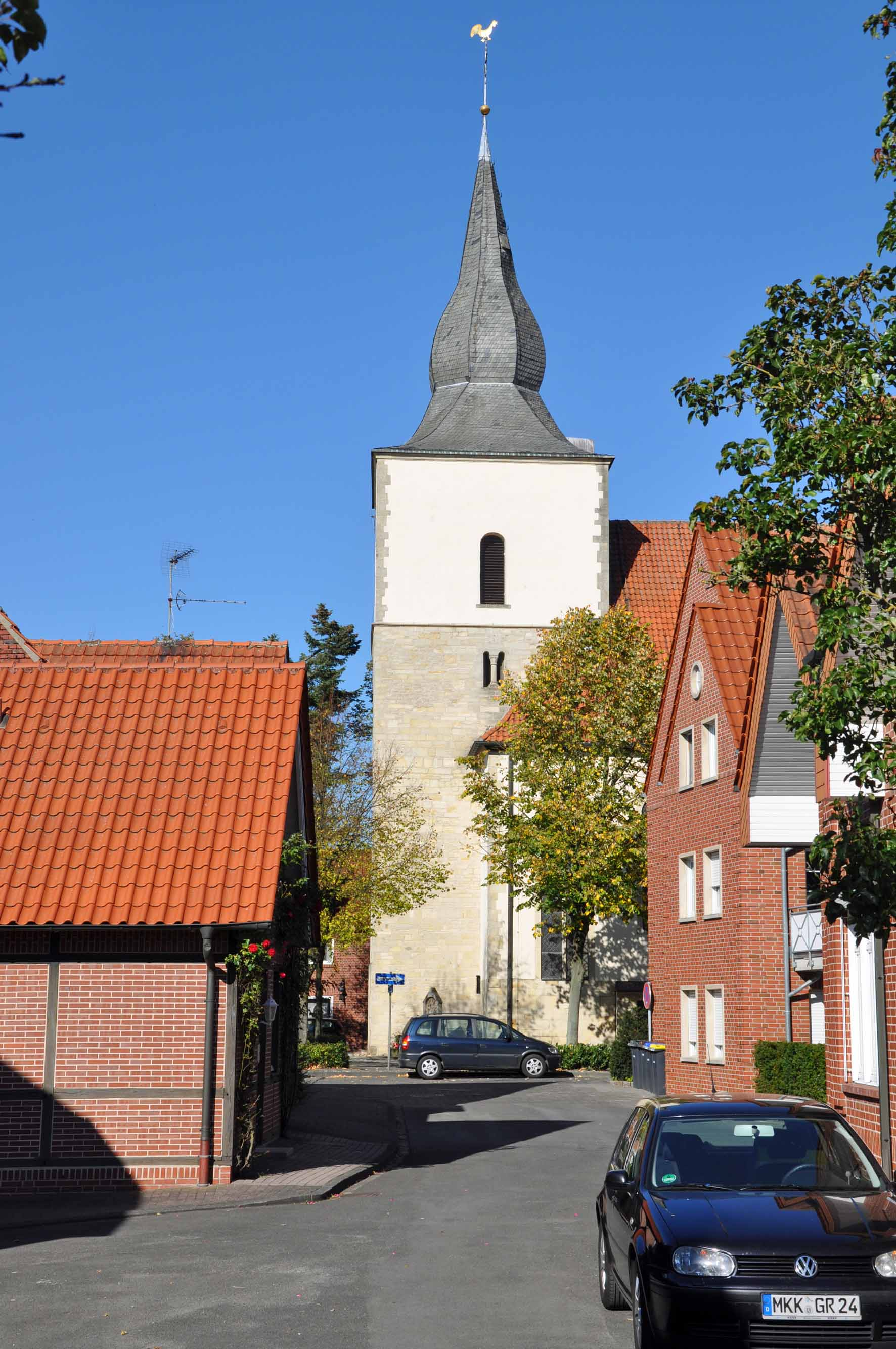
Turm von St. Nikolaus in Darfeld

Die Kirche St. Nikolaus ist die katholische Pfarrkirche der ehemals selbstständigen politischen Gemeinde Darfeld, heute Ortsteil der Gemeinde Rosendahl im Kreis Coesfeld (Nordrhein-Westfalen). Nach der Fusion ist sie Filialkirche von St. Fabian und Sebastian in Osterwick. Der Kirchplatz auf rechteckigem Grundriss wird auf der Nord- und Westseite von historischer Bebauung geprägt, die weniger historischen Häuser aus dunkelrotem Backstein und ohne architektonische Details auf der Südseite wurden vor einigen Jahren durch ein gleichförmiges Investorenobjekt ersetzt. An der Ostseite verläuft die Dorfstraße.
St. Nikolaus ist eine barocke Saalkirche mit eingezogenem Chor aus dem 18. Jahrhundert. Das Langhaus und das Turmobergeschoss sind verputzt. Der romanische Turm ist zur Zeit des Neubaues im 18. Jahrhundert aufgestockt und mit einer Zwiebelhaube versehen worden. Seit einem Hagelschaden und einigen zeitgeistigen Erneuerungen im 19. Jahrhundert ist die Ausstattung neoromanisch geprägt. Eine  hölzerne Kassettendecke ersetzte nach dem bereits erwähnten Hagelschaden eine Spiegeldecke. Die neoromanischen Altäre sind nach dem Zweiten Vaticanum entfernt worden.
Der Vorgängerbau war eine romanische Saalkirche von kleinen Dimensionen. Da der Boden niedriger als das Niveau des umgebenden Kirchplatzes war, war das Kirchenschiff oft wasserüberflutet. Ein Neubau wurde als notwendig erachtet, da sich durch die ohnerhin schon niedrige Gewölbehöhe/(Deckenhöhe?) der romanischen Kirche eine Aufschüttung des Bodens zu nachteilig ausgewirkt hätte. Zudem wurde der Bau bereits im 18. Jahrhundert als „baufällig“ beschrieben.

## Ausstattung
- Aus der romanischen Kirche:
  - Taufstein
  - gotisches Gabelkreuz; nach dem Ersten Weltkrieg erhielt es silberne Votivplaketten von Kriegsteilnehmern mit Darstellung ihrer jeweiligen Waffengattung. → Hauptartikel: Gabelkreuz Darfeld
  - Strahlenkranzmadonna

- Barocker Neubau:
  - Wangen der Kirchenbänke
  - Beichtstühle
  - Figuren unter dem Gabelkreuz (Maria und Johannes)

- Neoromanische Ausstattung:
  - überlebensgroße Sandsteinfiguren an den Wänden des Langhauses

- übrige Ausstattung
  - Figur St. Antonius Abt

### Glocken
Im Turm hängt ein vierstimmiges Gussstahlgeläute, welches vom Bochumer Verein für Gussstahlfabrikation gegossen wurde.
|          | Glocke 1                                 | Glocke 2                                 | Glocke 3                                 | Glocke 4                                 |
| -------- | ---------------------------------------- | ---------------------------------------- | ---------------------------------------- | ---------------------------------------- |
| Name     | Christus                                 | Joseph                                   | Nikolaus                                 | Antonius                                 |
| Gießer   | Bochumer Verein für Gussstahlfabrikation | Bochumer Verein für Gussstahlfabrikation | Bochumer Verein für Gussstahlfabrikation | Bochumer Verein für Gussstahlfabrikation |
| Gussjahr | 1948 (V12-Rippe)                         | 1948 (V12-Rippe)                         | 1948 (V12-Rippe)                         | 1948 (V12-Rippe)                         |
| Ton      | c'                                       | es'                                      | f'                                       | as'                                      |

## Besonderes
St. Nikolaus besitzt zwei Weihnachtskrippen. Die im Nazarenerstil, fehlende Figuren durch stilgerechte Ergänzungen neueren Datums ersetzt, wird in jedem Jahr aufgestellt, die klassizistischen, holzgeschnitzten, gefassten Figuren aus dem frühen 19. Jahrhundert sind lediglich sporadisch, azyklisch auf lokalen Ausstellungen zu sehen.